# Arctic Race of Norway
Das Arctic Race of Norway ist ein Radrennen für Männer über vier Etappen, das nördlich des Polarkreises durch den nördlichen Teil von Norwegen führt.
Das Etappenrennen fand vom 8. bis 11. August 2013 erstmals im Rahmen der UCI Europe Tour 2013  statt und war in die UCI-Kategorie 2.1 eingestuft. Es führte über eine Strecke von insgesamt 705,5 Kilometern. Organisiert wurde das Rennen durch die Amaury Sport Organisation (ASO) und die norwegische Firma Arctic Race of Norway; Hauptsponsor war Statoil. Mit der Einführung dieses Radsport-Ereignisses trug die ASO auch der Tatsache Rechnung, dass einige international erfolgreiche Radsportstars wie Thor Hushovd und Edvald Boasson Hagen aus Norwegen stammen. Hushovd wurde im Juni 2013 zum Race Ambassador ernannt.
Die Auflage 2015 wurde von der UCI in die Kategorie 2.HC hochgestuft und wurde 2020 Teil der neu eingeführten UCI ProSeries.
Im norwegischen Fernsehen erzielte das Rennen mit 28 bis 44 Prozent Marktanteil eine mit der Tour de France vergleichbare Einschaltquote.

## Sieger
| Jahr | Sieger              | Zweiter              | Dritter              |
| ---- | ------------------- | -------------------- | -------------------- |
| 2013 | Thor Hushovd        | Kenny van Hummel     | Nikias Arndt         |
| 2014 | Steven Kruijswijk   | Alexander Kristoff   | Lars Petter Nordhaug |
| 2015 | Rein Taaramäe       | Silvan Dillier       | İlnur Zäkärin        |
| 2016 | Gianni Moscon       | Stef Clement         | Oscar Gatto          |
| 2017 | Dylan Teuns         | August Jensen        | Michel Kreder        |
| 2018 | Sergei Tschernezki  | Markus Hoelgaard     | Colin Joyce          |
| 2019 | Alexei Luzenko      | Warren Barguil       | Krists Neilands      |
| 2021 | Ben Hermans         | Odd Christian Eiking | Victor Lafay         |
| 2022 | Andreas Leknessund  | Hugo Houle           | Nicola Conci         |
| 2023 | Stephen Williams    | Christian Scaroni    | Kevin Vermaerke      |
| 2024 | Magnus Cort Nielsen | Clément Champoussin  | Kevin Vermaerke      |